# ابوابراهیم هاشمی قرشی
امیرمحمد سعید المولا (به عربی: أمير محمد عبد الرحمن المولى الصلبي) معروف به ابوابراهیم هاشمی قرشی (به عربی: أبو إبراهيم الهاشمي القرشي) (اکتبر ۱۹۷۶ – ۳ فوریهٔ ۲۰۲۲) دومین خلیفه داعش بود. انتصاب وی توسط یک شورا در ۳۱ اکتبر ۲۰۱۹ کمتر از یک هفته پس از مرگ ابوبکر بغدادی، توسط رسانه‌های داعش اعلام شد. پس از آن ایالات متحده آمریکا برای اطلاعاتی که منجر به دستگیری و محاکمه قرشی شود ۱۰ میلیون دلار جایزه تعیین کرد. قرشی در ۳ فوریهٔ ۲۰۲۲ در عملیات یورش هوایی نیروهای آمریکایی در شمال غرب سوریه کشته شد.
به گفته داعش، قرشی، یک جانباز در نبرد با ملل غربی و یک فرمانده متدین و با تجربه است. وی به عنوان «دانشمند، کارگر، عبادت کننده»، «شخصیت برجسته جهاد»، و «امیر جنگ» توصیف شده‌است.

## آغاز زندگی
امیرمحمد سعید المولا در اکتبر ۱۹۷۶ در یک شهر کوچک در تل‌عفر یا ناحیه المحلبیه موصل و در استان نینوای عراق به دنیا آمد. پدرش در یکی از مساجد اذان می‌گفت و دو همسر داشت. او یکی از ۱۷ فرزند خانواده‌ای بود و مردم آن منطقه آنها را خانواده‌ای پرجمعیت، با سواد و محترم می‌دانستند.
ابوابراهیم در دانشگاه موصل، شریعت اسلامی با تمرکز بر علوم قرآنی خواند. ابوابراهیم پس از فارغ‌التحصیلی به عنوان سرباز یا افسر به نیروی زمینی عراق پیوست. احتمالاً در دوران خدمت، با گروه‌های جهادی در ارتش آشنا شد.

## نام و هویت
رهبر داعش با چند نام مختلف ابو حمزه القریشی، و امیرمحمد عبدالرحمان المولا الصلبی معرفی می‌شد. اطلاعات دقیقی از نام و هویت او وجود ندارد بطوریکه حتی از اعضای داعش نیز مخفی نگه داشته می‌شد. روزنامه گاردین به نقل از منابع اطلاعاتی نوشت: سرکرده جدید داعش در واقع یکی از بنیان‌گذاران این تشکیلات تروریستی و تئوری‌پردازان برجسته آن بوده و احتمال فرضی نام واقعی‌اش «امیر محمد عبدالرحمان المولی الصلبی» بود.
اطلاعات کمی در مورد الهاشمی وجود دارد. اما شجره‌نامه او نشان می‌دهد که او مانند بغدادی ادعا می‌کند یک اصل و نسب به محمد دارد که یک موقعیت برای مشروعیت برای خود به‌وجود می‌آورد. اعتقاد بر این است که نام ال‌هاشمی یک نام مستعار است و نام واقعی وی نامعلوم است. برخی گمانه زنی‌ها وجود دارد که ال‌هاشمی «حاجی عبدالله» است. ریتا کاتز، مدیر گروه اطلاعاتی SITE معتقد است بعید است که داعش «هرگونه سخنرانی ویدیویی از این رهبر جدید یا دستکم مواردی را که چهره وی را نشان می‌دهد» منتشر کند. با این وجود در ۱ نوامبر ۲۰۱۹ رئیس‌جمهور ایالات متحده، دونالد ترامپ در رسانه‌های اجتماعی ادعا کرد که دولت ایالات متحده هویت واقعی ال‌هاشمی را شناسایی کرده‌است.
به نظر می‌رسد که او با ترکمان‌های عراق رابطه قومی دارد؛ زیرا ساکنان تل‌عفر هم عمدتاً از اقلیت ترکمان مسلمان هستند. ترکمان بودن به این معنا بود که او شرایط خلافت گروه موسوم به دولت اسلامی را ندارد چون از تیره محمد نیست. اما داعش این موضوع را تکذیب می‌کند.

## ورود به داعش
در هنگام حمله ۲۰۰۳ به عراق توسط آمریکا، ابوابراهیم قرشی، همکاری با گروه‌های جهادی کوچک القاعده را آغاز کرده بود. با افزایش خشونت‌ها در عراق شرایط برای کسانی با پیشینه تحصیلات مذهبی و همکاری با گروه‌های افراطی فراهم شد.
ابوابراهیم قرشی در سال ۲۰۰۸ بازداشت شد و ماه‌ها تحت بازجویی بود. نیروهای آمریکایی ادعا کرده‌اند که در بازجویی او اطلاعات خوبی از ده‌ها عضو پیکارجویان در اختیار آنها قرار داده بود. با خروج نیروهای آمریکایی از عراق در اوایل سال ۲۰۱۰ میلادی ابوابراهیم قرشی موقعیت خود را بازیافت و به ابوبکر بغدادی نزدیک شد.

## بی‌رحمی
ابوابراهیم قرشی در اوج دوران فعالیت داعش به وزارت عدلیه رسید و بر مجازات‌های سنگین از جمله اعدام‌ها نظارت داشت. با تصرف شهر شنگال (سنجار) در سال ۲۰۱۴ هزاران نفر از اعضای اقلیت ایزدی با نظارت قرشی کشته و ۷ هزار زن ایزدی به بردگی گرفته شدند. برخی اعضای داعش می‌گویند که بعضی از نیروهای عراقی عضو داعش مخالف به اسارت گرفتن زنان بودند اما ابوابراهیم قرشی برای بردگی زنان توجیهات مذهبی داشت و از آن دفاع می‌کرد.
با ادامه حملات نظامی بین‌المللی علیه داعش، و کشته شدن شمار زیادی از سران این گروه و عقب‌نشینی آن، ابوابراهیم قرشی بیش از پیش به ابوبکر بغدادی نزدیک شد. نیروهای بین‌المللی چندین بار برای کشتن او تلاش کردند اما تنها یکی از این حمله‌ها موفق بود. یک پهپاد قرشی را زخمی کرد. او چهار ماه در بیمارستان بود و پای راستش را قطع کردند.

## رهبری خلافت
کمتر از یک هفته پس از مرگ ابوبکر البغدادی، القریشی توسط یک شورا به عنوان خلیفه جدید داعش انتخاب شد، که نشان می‌دهد این گروه علی‌رغم اینکه تمام قلمرو خود را در عراق و سوریه از دست داده‌است، هنوز خود را صاحب خلافت می‌داند. گفته شده‌است انتصاب القریشی طبق «توصیه» بغدادی انجام شده‌است، به این معنی که امیر جدید توسط خود بغدادی به عنوان جانشین نامگذاری شده‌است. شواهد بیشتر مانند اینکه جانشینی او بسیار سریع اتفاق افتاد به ما می‌گوید القریشی ممکن است توسط بغدادی به عنوان جانشین منصوب شده باشد. البته به قدرت رسیدن القریشی پس از چند روز گمانه زنی و انکار پیرامون درگذشت بغدادی در بین هواداران داعش اتفاق افتاد.
اگرچه هنوز ابهاماتی دربارهٔ آینده داعش تحت رهبری القریشی وجود داشت اما ناظران معتقد بودند که القریشی، رهبر سازمانی فرسوده خواهد شد که به گروه‌های کوچک پراکنده، کاهش یافته‌است و حاکم یک خلافت زیر خاکستر است. برخی از تحلیلگران بر این باور بودند که مرگ بغدادی به احتمال زیاد باعث فروپاشی داعش خواهد شد و هر کس را که داعش به عنوان رهبر جدید خود معرفی کند رهبر جدید وظیفه دارد این گروه را به عنوان یک نیروی جنگی دور هم جمع کند. با این حال، تحلیلگران دیگر نیز این باور را داشتند که مرگ بغدادی «از نظر ظرفیت عملیاتی» بر داعش تأثیر نخواهد گذاشت و احتمالاً منجر به سقوط این گروه نشده، یا واقعاً حتی در حال نزول نیز نباشد.
پس از اعلام خلافت قریشی، دونالد ترامپ در توییترش نوشت: «ما دقیقاً می‌دانیم که او کیست».
رهبری قرشی هرگز مورد قبول واقع نشد؛ زیرا کاریزما نداشت چهره شناخته‌شده‌ای نبود و شورای تعیین رهبر نیز توافق زیادی بر سر شرایط و توانایی‌های او نداشتند.

## مرگ
قرشی در ۳ فوریهٔ ۲۰۲۲ در عملیات یورش هوایی نیروهای آمریکایی در شمال غرب سوریه کشته شد.